# Nerax tortola
Nerax tortola là một loài ruồi trong họ Asilidae. Nerax tortola được Curran miêu tả năm 1928. Loài này phân bố ở vùng Tân nhiệt đới.